# Caetana Garcia
Cayetana Juana Francisca García González  (Melo, 6 de agosto de 1798 - Camaquã, 30 de março de 1872), conhecida como Dona Caetana, foi a esposa de Bento Gonçalves da Silva, o líder da movimento farroupilha no Rio Grande do Sul, e presidente da República Rio-Grandense, com quem casou em 1814 e teve oito filhos. Por esse fato, foi a 1.ª Primeira-Dama da República Rio-Grandense.
Nascida no Uruguai, era filha de Narciso García, um espanhol, e de María González, uma brasileira filha de espanhois, natural da localidade de Povo Novo, na cidade gaúcha do Rio Grande.
Caetana era considerada uma mulher guerreira e muito empenhada na proteção de sua família, descrita como uma bela uruguaia de olhos verdes, sendo que jamais renunciou sua língua pátria. Da sua união com Bento Gonçalves nasceram oito filhos:  Perpétua Justa González Gonçalves, Joaquim González Gonçalves, Bento González Gonçalves Filho, Caetano González Gonçalves, Leão González Gonçalves, Marco Antônio González Gonçalves, Maria Angélica González Gonçalves e Ana Joaquina González Gonçalves.
Caetana foi imortalizada pela literatura e, posteriormente, pela televisão. É personagem de romances históricos, como Os varões assinalados de Tabajara Ruas, A Guerra dos Farrapos de Alcy Cheuchi e A Casa das Sete Mulheres,  Um farol no pampa, ambos de Letícia Wierzchowski. É mencionada também em correspondências do marido e descrita em registros históricos.
Faleceu de causas naturais, em sua fazenda, em Camaquã, no dia 30 de março de 1872. Seus restos estão sepultados no Cemitério São João, no bairro Santa Marta em Camaquã RS.
Sua existência tornou-se conhecida nacionalmente com a exibição, em 2003, da minissérie da Rede Globo, A casa das sete mulheres, baseada em livro do mesmo nome, tendo sido interpretada pela atriz Eliane Giardini.